# Otospermophilus
Otospermophilus är ett släkte i ekorrfamiljen. 
Arterna i släktet har tidigare förts till släktet Spermophilus, men efter DNA-studier som visat att arterna i detta släkte var parafyletiska med avseende på präriehundar, släktet Ammospermophilus och murmeldjur, har det delats upp i flera släkten, bland annat detta.

## Ingående arter[1]
- Otospermophilus atricapillus förekommer i västra Mexiko
- Otospermophilus beecheyi förekommer i västra USA och västra Mexiko
- Otospermophilus variegatus förekommer i sydvästra USA och Mexiko